# Macaranga ramiflora
Macaranga ramiflora là một loài thực vật có hoa trong họ Đại kích. Loài này được Elmer mô tả khoa học đầu tiên năm 1908.